# James Plimpton
James Leonard Plimpton, (Medfield, Massachusetts, 1828 – 1911), was de uitvinder van de vierwielige rolschaats, gepatenteerd in 1863. Tot dan toe waren alleen de zogenaamde in-line rolschaatsen in gebruik. Deze waren in 1760 uitgevonden door Jean-Joseph Merlin uit Hoei in Wallonië.
De in-line schaatsen gaven nogal aanleiding tot ongelukken en blessures. Uit pure frustratie hierover, ontwikkelde Plimpton zijn nieuwe type, dat heel revolutionair bleek te zijn voor de in die tijd heel populaire rolschaatssport. Dit nieuwe type was veiliger en makkelijker in het gebruik, had een veerconstructie en men kon er bochten mee maken. De populariteit van de rolschaatssport nam hierdoor nog verder toe. Door de uitvinding van de fiets werd deze enigszins getemperd.
Enkele jaren na zijn uitvinding startte Plimpton een fabriek voor de productie van zijn rolschaatsen. In het kantoorgebouw van zijn bedrijf richtte hij een grote ruimte in met een rolschaatsvloer en hij opende al spoedig de eerste rolschaatsbanen in de Verenigde Staten in New Port en Newport, Rhode Island, waar hij ook een schaatsenverhuur begon. Rolschaatsen werd een populaire familieactiviteit en de rolschaatsbanen een sociale ontmoetingsplaats. De New York Rolschaats Vereniging, opgericht door Plimpton en de eerste in zijn soort, hield samen met andere clubs snelheids- en langeafstandswedstrijden in diverse steden verspreid over de Verenigde Staten
- International Standard Name Identifier: 0000 0000 3437 1206
- Library of Congress Control Number: n98027415
- SNAC: w6f77233
- Virtual International Authority File: 73166135
- WorldCat: E39PBJrgMy9qrm7XXRWBvmwQv3